# Reinhard Ritter
Reinhard Ritter (* 24. September 1948 in Haßloch) ist ein ehemaliger deutscher Kunstturner.

## Leben
Reinhard Ritter turnte für den TB Oppau aus Ludwigshafen. Er gewann bei Deutschen Meisterschaften 1969 und 1975 den Titel im Pferdsprung, 1975 siegte er zudem am Seitpferd. Zudem wurde er mit dem TB Oppau dreimal deutscher Mannschaftsmeister.
Bei den Olympischen Spielen 1972 in München belegte er mit der deutschen Riege den fünften Platz in der Mannschaftswertung. In der Qualifikation zum Einzelmehrkampf erreichte er den 44. Platz und war damit fünftbester Turner der deutschen Mannschaft. An den Geräten war er als 19. am Seitpferd bester Turner aus der Bundesrepublik. Zwei Jahre später belegte Ritter mit der deutschen Riege auch bei den Weltmeisterschaften 1974 in Warna den fünften Platz. Auch bei Ritters dritter Teilnahme an einem Großereignis, den Olympischen Spielen 1976 in Montreal, belegte er mit der deutschen Riege den fünften Platz in der Mannschaftswertung, wobei er neben Eberhard Gienger der einzig Verbliebene aus der Riege von 1972 war. In der Qualifikation zum Einzelmehrkampf war Ritter als 61. der sechste und letzte Turner seiner Riege. Seine beste Platzierung an den Geräten war der 44. Rang im Sprung.
Reinhard Ritter war jahrzehntelang als Trainer beim TB Oppau tätig, in späteren Jahren gemeinsam mit seinem Sohn.